# ها سونگ ری
ها سونگ ری (کره‌ای: 하승리؛ زادهٔ ۹ ژانویه ۱۹۹۵) بازیگر اهل کره جنوبی است.

## فیلم‌شناسی

### مجموعه تلویزیونی
| سال  | عنوان                                                 | نقش                              | منابع       |
| ---- | ----------------------------------------------------- | -------------------------------- | ----------- |
| ۱۹۹۹ | تله جوانی                                             | کانگ هه ریم                      |             |
| ۱۹۹۹ | امواج                                                 |                                  |             |
| ۲۰۰۰ | افسانه‌های عشق                                         |                                  |             |
| ۲۰۰۰ | دکتر دکتر                                             |                                  |             |
| ۲۰۰۰ | ام‌بی‌سی بست تئاتر – Etiquette About Love               | یول مه                           |             |
| ۲۰۰۰ | آجوما                                                 |                                  |             |
| ۲۰۰۰ | من می‌خوام به دیدنت ادامه بدم                          |                                  |             |
| ۲۰۰۱ | قانون ازدواج                                          |                                  |             |
| ۲۰۰۱ | اوپن دراما من اند وومن – سانتا دَد                     | هنگ سون                          |             |
| ۲۰۰۲ | ام‌بی‌سی بست تئاتر – تا زمستان                          | اون سو                           |             |
| ۲۰۰۲ | کفش‌های شیشه‌ای                                         | کیم یون هی (جوانی) / لی سون وو   |             |
| ۲۰۰۲ | زمانیکه قلب می‌تپد                                     |                                  |             |
| ۲۰۰۳ | ام‌بی‌سی بست تئاتر – هواپیمای کاغذی                     | ها نول                           |             |
| ۲۰۰۳ | بی‌وقفه ۳                                              |                                  |             |
| ۲۰۰۳ | اوپن دراما من اند وومن – 납량특집 제۱탄 은지          | اون جی                           |             |
| ۲۰۰۴ | عصر قهرمانان                                          | چون ته هی (جوانی)                |             |
| ۲۰۰۴ | دراما سیتی – Our Ham                                  | چوی هیون جی                      |             |
| ۲۰۰۵ | عشق من تورام                                          | کیم اون بی                       |             |
| ۲۰۰۵ | فرزند زمستان                                          | نو گونگ جو                       |             |
| ۲۰۰۶ | یون گه‌سومون                                           | کیم بو هی (جوانی)                |             |
| ۲۰۰۶ | دراما سیتی– پیکنیک                                    | سو جین جو                        |             |
| ۲۰۰۷ | مرد بد، زن خوب                                        | سونگ جین آه                      |             |
| ۲۰۰۸ | رودخانه آمنوک جریان دارد                              | چوی مون هو (جوانی)               |             |
| ۲۰۰۹ | شام چی داریم؟                                         | جونگ اون جی                      |             |
| ۲۰۱۰ | کیم تاک گو                                            | گو جا یونگ (جوانی)               |             |
| ۲۰۱۰ | من افسانه هستم                                        | جو اون جی                        |             |
| ۲۰۱۰ | Housewife Kim Kwang-Ja's Third Activitie              | نا یو می                         |             |
| ۲۰۱۲ | مراقب ما باش، کاپیتان                                 | قلدر دبیرستانی (بازیگر مهمان)    |             |
| ۲۰۱۲ | به یادت هستم                                          | یو وو                            |             |
| ۲۰۱۲ | فانتوم                                                | جونگ می یونگ (قسمت ۷–۸)          |             |
| ۲۰۱۲ | پایان خوش                                             | پارک نا ری                       |             |
| ۲۰۱۴ | در مخفی                                               | ملکه جونگ‌سون                     |             |
| ۲۰۱۵ | زنان نامهربان                                         | کیم هیون سوک (جوانی)             |             |
| ۲۰۱۵ | تهیه‌کنندگان                                           | تاک یه جین (نوجوانی / قسمت ۶، ۹) |             |
| ۲۰۱۵ | درام ویژه – قطارها در ایستگاه نوریانگجین توقف نمی‌کنند | جانگ یو ها                       |             |
| ۲۰۱۵ | ۲۰ ثانیه                                              | ها نو را (جوانی)                 |             |
| ۲۰۱۶ | خانواده ریکتی راکتی                                   | جونگ نا می                       |             |
| ۲۰۱۶ | رازهای زنان                                           | بیون می ره                       |             |
| ۲۰۱۷ | مدیر خوب                                              | لی مین جی                        |             |
| ۲۰۱۷ | مدرسه ۲۰۱۷                                            | هوانگ یونگ گون                   |             |
| ۲۰۱۸ | فردا آفتابیه                                          | هوانگ جی اون                     | [ ۴ ] [ ۵ ] |
| ۲۰۱۹ | سرچ: دبلیودبلیودبلیو                                  | هونگ یو جین                      |             |
| ۲۰۲۰ | پادشاه: سلطنت ابدی                                    | جانگ یون جی                      |             |
| ۲۰۲۲ | ما همه مرده‌ایم                                        | جانگ ها ری                       | [ ۶ ]       |